# Охотники на драконов (мультсериал)
Охо́тники на драко́нов (фр. Chasseurs de dragons) — французский анимационный сериал студии Futurikon, созданный в 2004 году. Транслировался на каналах "Мультимания" ,"Детский" ,ТНТ , "2х2" и «Карусель» с 2006-2012 годы. В данное время транслируется на телеканале "Cartoon Classics".

## Описание
Мультфильм рассказывает о приключениях двух бывших воспитанников сиротского приюта Лиан-Чу́ и Гви́здо, которые зарабатывают себе на жизнь, охотясь на мутировавших созданий всевозможных форм и размеров. Последних называют драконами, так как они регулярно ставят под угрозу мирную жизнь людей. Ранее бездомные, друзья бронируют комнату в гостинице «Храпящий дракон», представляющейся, как таверна. Постоянно попадают в непростые жизненные ситуации. Мир, в котором проживают герои, требует от них постоянной бдительности, так как очень необычен: его составляют разрозненные острова и обломки, живописно парящие в пространстве. Для преодоления значительных расстояний охотники используют небольшой летательный аппарат «Святой Георгий».
В мультсериале отсутствует пафос, присущий многим фильмам в жанре фэнтези. Зато всегда имеют место справедливые стечения обстоятельств в условиях того, что герои часто терпят финансовые неудачи, несмотря на проделанную работу.

## Мир охотников на драконов
Это множества плывущих в воздухе отдельных и соединяемых мостами островов, архипелагов и осколков всевозможных размеров, каждый из которых имеет собственные систему гравитации, химический состав, скорость перемещения в пространстве и уникальные климатическую зону и рельеф. Народы, которые их населяют, различаются по этническим признакам и по уровню цивилизованности, но изъясняются на одном языке. Звёзды, луны, солнца и необжитые астероиды иногда находятся в зоне досягаемости для человека, но, судя по всему, совершенно не мешают ни населённым островам или планетоидам, ни друг другу — возможно, из-за гравитационных аномалий. Общий уровень развития человечества напоминает поздние средние века: монархия — преобладающая форма управления странами, грамотность развита слабо и потому высоко ценится, одновременно с этим развивается множество наук, и для перемещения с острова на остров наряду с конным транспортом используются различные воздушные корабли — дирижабли, планеры, парусники с пропеллерной системой и т. п.
Драконы, как правило, проявляют активность на необжитых территориях и ближе к сельским местностям, практически не появляясь в густонаселённых зонах. Так, дикие племена и обитатели деревень довольно часто нуждаются в защите от прожорливых чудовищ, в то время как многие жители больших городов даже не догадываются об их существовании.

## Главные герои

Слева направо: Дженелин, Заза, Гвиздо.

Слева направо: Лиан-Чу, Гектор и Гвиздо.

- Лиан-Чу́ — мускулистый гигант, хорошо владеющий мечом. Возраст: где-то между 32 и 34 годами. Остался сиротой в раннем детстве, когда огромный дракон уничтожил его родную деревню. Ещё в приюте Лиан-Чу отличался трудолюбием и пользовался уважением других детей за свою силу, но из всех них только одинокий Гвиздо сделался его неразлучным другом. Лиан-Чу — потомственный охотник на драконов, хорошо знакомый с их природой и прекрасно ориентирующийся в диких условиях; также, при своём огромном росте и весе, обладает превосходной реакцией и умеет выполнять сложные акробатические трюки. В эпизоде «Прощай, Лиан-Чу» выясняется, что из его родни в живых остались дядя и кузен, однако дядя был одной из причин разрушения деревни, так как видел чудовище, но не захотел предупреждать односельчан об опасности. Таким образом, свою настоящую семью Лиан-Чу остаётся видеть только в преданных друзьях. Из-за своей доверчивости, во время заключения сделок он почти целиком полагается на Гвиздо. В отличие от хитроумного друга Лиан-Чу не так одержим заработком, более честен и благороден, имеет спокойный нрав и очень доброе сердце. Легко находит общий язык с детьми, поскольку рано научился отделять себя от излишней суеты, присущей миру взрослых. Несмотря на свои неграмотность и простодушие, богат на мудрые изречения. Считает, что хороший охотник должен быть справедливым даже по отношению к объекту своей охоты. Свободное время посвящает любимому увлечению — вязанию. После событий полнометражного мультфильма выправил осанку. В русской версии озвучивает Олег Куценко.
- Гви́здо — «мозг» команды, хрупкий и невысокий, но довольно образованный парень, отвечающий за все контракты и переговоры с клиентами. Как и Лиан-Чу, рос в приюте, но в отличие от него никогда не знал своих родителей, так как стал сиротой вскоре после своего рождения. Являясь ровесником своего закадычного друга, Гвиздо сохранил подростковую внешность, что часто резонирует с его изворотливым и настырно-деловым характером. В детстве отличался пугливостью, из-за мелкого телосложения претерпевал многочисленные насмешки и издевательства. В мире, где нет снисхождения к слабым, Гвиздо научился выживать, используя свой хитрый и расчётливый ум (в нередких особых случаях пригождаются быстрые ноги), но даже чрезмерная осторожность — вовсе не помеха его регулярному попаданию в переделки и опасные ситуации, выйти из которых в одиночку часто бывает не под силу. Крайне редко пользуется оружием даже для самозащиты, так как не привык держать его в руках. Как опытный путешественник, может долго оставаться невредимым в опасной зоне, благодаря хорошим навыкам древолазанья и поиску укрытий, но при этом боится высоты, довольно часто впадает в ступор и совсем не умеет плавать. Труслив и эгоистичен, часто жалуется на неудачи своей команды, но временами показывает и свою добрую сторону. В глубине души стыдится трусости и хочет совершать подвиги, пусть и не такие явные, как у Лиан-Чу. Является квалифицированным пилотом Св. Георгия, носит колпачок пилота и защитные очки. Активно пользуется грамотностью для поиска необходимой информации о драконах, кроме драконоведения хорошо разбирается в географии и геральдике. Во втором сезоне путешествует с энциклопедией Драконов и параллельно составляет собственную книгу на основе открытий, совершаемых командой. Тогда же, в результате разнообразных приключений, научается реже поддаваться панике и даже получает известность за некоторые смелые поступки. После событий полнометражного мультфильма обзавёлся множеством слов-паразитов и избавился от близорукости, сменив цвет глаз с коричневого на голубой (по-видимому, пережил операцию на зрение). В русской версии озвучивает Дмитрий Филимонов, далее — Александр Котов.
- Ге́ктор — говорящий питомец Лиан-Чу и Гвиздо, выступает в качестве «третьего охотника». Очень озорной и любопытный. Представитель опасного вида драконов, однако ведёт себя и выглядит так, что люди часто путают его с щенком (при этом, как и все его сородичи, по необъяснимой причине боится собак). Мог бы запросто превратиться в такого же туповатого громилу, как и его кузен, если бы питался соответствующим образом, но по каким-то причинам отбился от своих сородичей и долго скитался в одиночестве, в результате чего стал первым трофеем двух охотников-подростков и, проявив себя полезным помощником, превратился в неотъемлемую часть их команды. Прекрасно понимает не только слова, но и намерения людей, при том, что понимание его скупой и отрывистой речи бывает не всем доступно. Часто испытывает проблемы из-за неразборчивости в еде, но, в целом, весьма сообразителен для своего вида. В основном крутит педали Св. Георгия, выполняет работу ищейки (ищет по запаху драконов), иногда используется в качестве оруженосца или даже приманки для драконов, хотя всего этого очень не любит. После событий полнометражного мультфильма поменял ошейник с чёрного шипованного на упрощённый красный, а также сменил цвет глаз с голубого на коричневый (есть версия, что эта перемена связана с восстановлением зрения у Гвиздо). В русской версии озвучивает Дмитрий Филимонов.
- Дже́нелин/Жанли́н[3] — внушительной комплекции, властная и авторитетная хозяйка гостиницы «Храпящий дракон»[4]. Гвиздо и Лиан-Чу постоянно должны ей денег за проживание, о чём она постоянно им напоминает; если же они долго не в состоянии платить, то вынуждены помогать Дженелин по хозяйству. Была замужем три раза, имеет двух дочерей — родную и приёмную. Обеих девочек Дженелин растила уже после бегства третьего мужа. Мечтает о четвёртом муже и часто представляет Гвиздо в этой роли, что периодически его пугает и побуждает искать новые контракты. Также Дженелин славится своим умением приготавливать вкусные блюда из драконьего мяса. В русской версии озвучивает Ольга Кузнецова.
- За́за — младшая дочь Дженелин, проживающая в «Храпящем драконе» и помогающая ей по хозяйству. В эпизоде «Напрасные поиски Зории» Заза отмечает 10-й день своего рождения. Известно, что её отца звали Роджер; впрочем, с её младенчества он не появлялся в таверне. Вместо него рядом чаще всего присутствовали Лиан-Чу и Гвиздо, и это сильно сказалось на воспитании девочки. Заза неисправимо мечтает стать охотницей на драконов, следуя примеру старшей сестры, что очень не нравится её матери, планирующей вырастить из неё хозяйку гостиницы. Храбра и рассудительна не по годам. В свободное время любит играть с Леопольдом — своей домашней свинкой. В русской версии озвучивает Лариса Некипелова.

## Второстепенные персонажи
- Зо́рия (Зои) — старшая (приёмная) дочь Дженелин, является опытной охотницей на драконов, несмотря на молодой возраст. Умная и добрая, но немного своенравная девушка. Стала профессионалом, благодаря стараниям Лиан-Чу — спустя десять лет после того, как сдружилась с ним, с Гвиздо и с Гектором и была удочерена Дженелин. Из-за сексизма долго притворялась мужчиной, чтобы иметь возможность работать за вознаграждение, но в конечном итоге раскрывает свою личность, таким образом становясь одной из первых зарегистрированных охотниц. Ведёт самостоятельный образ жизни, изредка навещая таверну. После событий полнометражного мультфильма заметно переросла Гвиздо; вдобавок, волосы девушки сменили цвет со светло-жёлтого на густо-рыжий. В русской версии озвучивает Ольга Кузнецова.
- Мастер Као — чудаковатый старик, ведущий отшельнический образ жизни и обладающий широчайшими познаниями во врачевании и главное — в устроении драконов и способах борьбы с ними. Ввиду этого Лиан-Чу и Гвиздо испытывают к нему уважение и в сложных ситуациях обращаются к нему за советами и практической помощью. К сожалению, Као является почти полностью слепым, что почти всегда приводит к большим затруднениям в их взаимопонимании или же к ещё большему усложнению ситуации. Его услуги обходятся недорого — пациентам и консультирующимся достаточно знать, что он очень любит сладости.
- Принц Граньон Бисмутский «Прекрасный» — худощавый и наивный ученик старой рыцарской школы, хоть и уступает в охотничьих навыках Лиан-Чу, но успевает приобрести куда более устойчивую славу среди народов мира, благодаря своему светлому образу, в который свято верит и сам. Младший из троих сыновей королевы Клотильды и единственный наследник престола, так как оба его старших брата погибли из-за сражений с драконами. Он проводит свою жизнь вдали от своей семьи в бесконечных странствиях и поисках случая проявить очередное чудо героизма. В русской версии озвучивает Дмитрий Филимонов.
- Джордж и Гилберт Форесталл — два недалёких брата, являющиеся конкурентами Лиан-Чу и Гвиздо по ремеслу.
- Мама Хаббард (во французской версии — Мама Пуляр) — владелица сиротского приюта, где выросли Лиан-Чу и Гвиздо. Будучи главным человеком, приложившим руку к их воспитанию, часто упоминается ими в разговорах. На данный момент является пожилой женщиной, однако по-прежнему продолжает свою работу. Появляется в эпизоде «Сиротский приют».

## Персонажи за кадром
- Роджер — третий муж Дженелин, сбежавший отец Зазы. Отличительная особенность — мелкое телосложение и четыре пальца на одной из ног.Имеет голубые глаза.
- Лиан-Финг - отец Лиан-Чу, великий охотник на драконов, погибший со своей женой и односельчанами во время опустошения родной деревни.

## Список эпизодов
На данный момент мультсериал насчитывает 52 эпизода, под каждым из которых подразумевается цельная, законченная история. Хронологическая последовательность серий не сильно выражена, но её поддерживает небольшой ряд намёков в диалогах и дальнейших взаимоотношениях и поведении персонажей. Первый сезон был оформлен в 2004 году, в 2006 году получил широкую известность в мире. Второй сезон датируется 2007 годом, предшествуя выходу полнометражного мультфильма на киноэкраны.

### 1 сезон
| № серии | Название                      | Краткое описание серии |
| ------- | ----------------------------- | --- |
| 1       | Дракон это я                  | На крыше таверны обосновался огромный дракон со своим выводком не давая никому выйти или войти при помощи своего огня. Гвиздо придумывает план согласно которому Лян Чу должен изобразить детеныша дракона и справиться с ним своим мечом, однако после травмы головы Лян Чу начинает видеть драконов своей новой семьей.                                                                             |
| 2       | Это драконья жизнь            | |
| 3       | Напрасные поиски Зории        | |
| 4       | Возвращение Роджера           | |
| 5       | Небольшая неурядица в прерии  | |
| 6       | Остров туманов                | |
| 7       | Кулак овощей                  | |
| 8       | Поступь мертвого дракона      | |
| 9       | Дракон с крайнего севера      | |
| 10      | Билли крепкий орешек          | |
| 11      | Нет ничего лучше родного дома | |
| 12      | Странный вкус какамака        | |
| 13      | Слияние трех лун              | |
| 14      | А теперь не смотри            | |
| 15      | Незваные гости                | |
| 16      | Битва с конкурентом           | |
| 17      | Гланды Мимикара               | |
| 18      | Ради награды                  | |
| 19      | Сиротский приют               | |
| 20      | Детская игра                  | |
| 21      | Каливабльская вода            | |
| 22      | Кто же потерял свою голову    | |
| 23      | Что только не делает любовь   | |
| 24      | Предъявите вашу лицензию      | |
| 25      | Прекрасный принц              | Краньон Бисмутский он же прекраснейший принц |
| 26      | Семейные ценности             | После затяжного периода безденежья в таверну приходит ученый драконолог Хаскелл. Он предлагает героям измерить длину последнего оставшегося в живых Фризозавра - змеевидного дракона с двумя головами. Параллельно с этим богатая семья ищет своего утерянного наследника. Гвиздо решает обмануть их и получить наследство, однако в процессе он сам начинает думать что он тот самый потерянный сын. |

### 2 сезон
Второй сезон заключает в себе куда больше неоднозначных сведений о драконах и их роли в мире героев. Так, к примеру, некоторые из них активно помогают людям в орошении почв и в медицине, а также следят за тем, чтобы человек не наносил значительного вреда природе. В итоге герои учатся подходить к своему ремеслу с куда большим вниманием и рассуждением.
| № серии | Название                | Краткое описание серии |
| ------- | ----------------------- | ---------------------- |
| 27      | Дракон-оборотень        |                        |
| 28      | Кладбище Борбака        |                        |
| 29      | Кораблекрушитель        |                        |
| 30      | Скала сокровищ          |                        |
| 31      | Дракон подземелья       |                        |
| 32      | Необычное лекарство     |                        |
| 33      | Высшее общество         |                        |
| 34      | Прощай, Лиан Чу         |                        |
| 35      | Свиной остров           |                        |
| 36      | Сонное зелье            |                        |
| 37      | Дитя в семье            |                        |
| 38      | Любовное зелье          |                        |
| 39      | Милашка и завещание     |                        |
| 40      | Агу! Агу!               |                        |
| 41      | Хищные растения         |                        |
| 42      | Конвой                  |                        |
| 43      | Легенда о драконе дождя |                        |
| 44      | По книге                |                        |
| 45      | Дракомента              |                        |
| 46      | Великий турнир          |                        |
| 47      | Лицо для работы         |                        |
| 48      | Окраина города          |                        |
| 49      | Ад вокруг города        |                        |
| 50      | Повелитель дракона      |                        |
| 51      | Охотники на привидений  |                        |
| 52      | Красный дракон          |                        |